# Udby (plaats)
Udby is een plaats in de Deense regio Seeland, gemeente Holbæk, en telt 475 inwoners (2008).